# 하디카 키아니
하디카 키아니(우르두어: حدیقہ کیانی, 1974년 8월 11일 ~ )는 파키스탄의 싱어송라이터이다.